# Royal Oak, Michigan
Royal Oak är en stad i Oakland County i Michigan och en av Detroits norra förorter. Vid 2010 års folkräkning hade Royal Oak 57 236 invånare.

## Kända personer från Royal Oak
- Mary Barra, företagsledare
- Bruce Campbell, skådespelare
- Ann Donnelly, domare
- Sam Raimi, filmregissör